# 죽변중학교
죽변중학교(竹邊中學校)는 대한민국 경상북도 울진군 죽변면 죽변리에 있는 공립 중학교이다.

## 학교 연혁
- 1955년 3월 28일 : 죽변중학교 설립 인가(6학급)
- 1955년 4월 30일 : 초대 이승구 교장 취임
- 1955년 5월 29일 : 개교식 거행
- 1968년 3월 7일 : 부구분교 개교식 및 입학식 거행
- 1989년 3월 1일 : 죽변종합고등학교와 분리
- 1993년 11월 30일 : 특별교실(신관) 신축
- 1998년 12월 30일 : 급식소 신축
- 2010년 1월 12일 : 자율학교 지정 운영(3년)
- 2014년 11월 5일 : 지속가능발전교육 정책 연구학교 운영(1년)
- 2016년 3월 1일 : 경상북도 안전교육 연구학교 운영(2년)
- 2019년 3월 1일 : 디지털교과서 연구학교 운영(2년)
- 2022년 3월 1일 : 제29대 박상수 교장 취임
- 2022년 3월 1일 : 경북예비미래학교 운영
- 2024년 2월 8일 : 제67회 졸업식 (32명, 졸업생 총 10,477명)
- 2024년 3월 4일 : 2024학년도 입학식(입학생 24명)

## 참고 자료
- 죽변중학교 - 한국교육학술정보원 학교알리미